# Eneko Llanos
Eneko Llanos Burguera (* 30. November 1976 in Vitoria-Gasteiz) ist ein baskischer Triathlet, Olympionike (2000, 2004), mehrfacher Ironman-Sieger, Langdistanz-Weltmeister (2003) und Europameister (2010) sowie Ironman-Europameister (2013). Er wird in der Bestenliste spanischer Triathleten auf der Ironman-Distanz geführt.

## Werdegang

### Olympische Sommerspiele 2000 und 2004
Eneko Llanos war in den Jahren 2000 und 2004 bei den Olympischen Spielen im Triathlon für Spanien am Start. 2000 belegte er den 20. und 2004 in Athen den 23. Rang.

### Weltmeister Triathlon Langdistanz 2003
2003 wurde er Triathlon-Weltmeister über die Langdistanz bei den ITU Long Distance Triathlon World Championships (4 km Schwimmen, 130 km Radfahren und 30 km Laufen).
Im Mai 2007 gewann Eneko Llanos den Ironman auf Lanzarote und er konnte diesen Erfolg 2010 wiederholen.

### Xterra-Weltmeister Cross-Triathlon
Im Cross-Triathlon wurde er in den Jahren 2003, 2004 und 2009 Xterra-Weltmeister.
Im Juni 2010 wurde er in seiner Heimatstadt Vitoria-Gasteiz Europameister auf der ITU-Langdistanz. Beim Ironman Arizona im November 2011 erreichte er nach dem Schweizer Ronnie Schildknecht als zweiter Athlet eine Ironman-Zeit unter acht Stunden bei einem Rennen in Nordamerika.

Im Juli 2012 wurde er in Spanien Vize-Weltmeister auf der Triathlon-Langdistanz und in Frankfurt wurde er im Juli 2013 beim Ironman Germany Europameister (Ironman European Championships). Im November 2018 gewann der damals 41-Jährige mit dem Ironman Arizona sein siebtes Ironman-Rennen.
Bei der ITU-Weltmeisterschaft Cross-Triathlon 2021 belegte er im Oktober in Spanien den siebten Rang.
Auch sein vier Jahre älterer Bruder Hektor Llanos (* 1972) war bis 2010 als professioneller Triathlet aktiv.

## Sportliche Erfolge

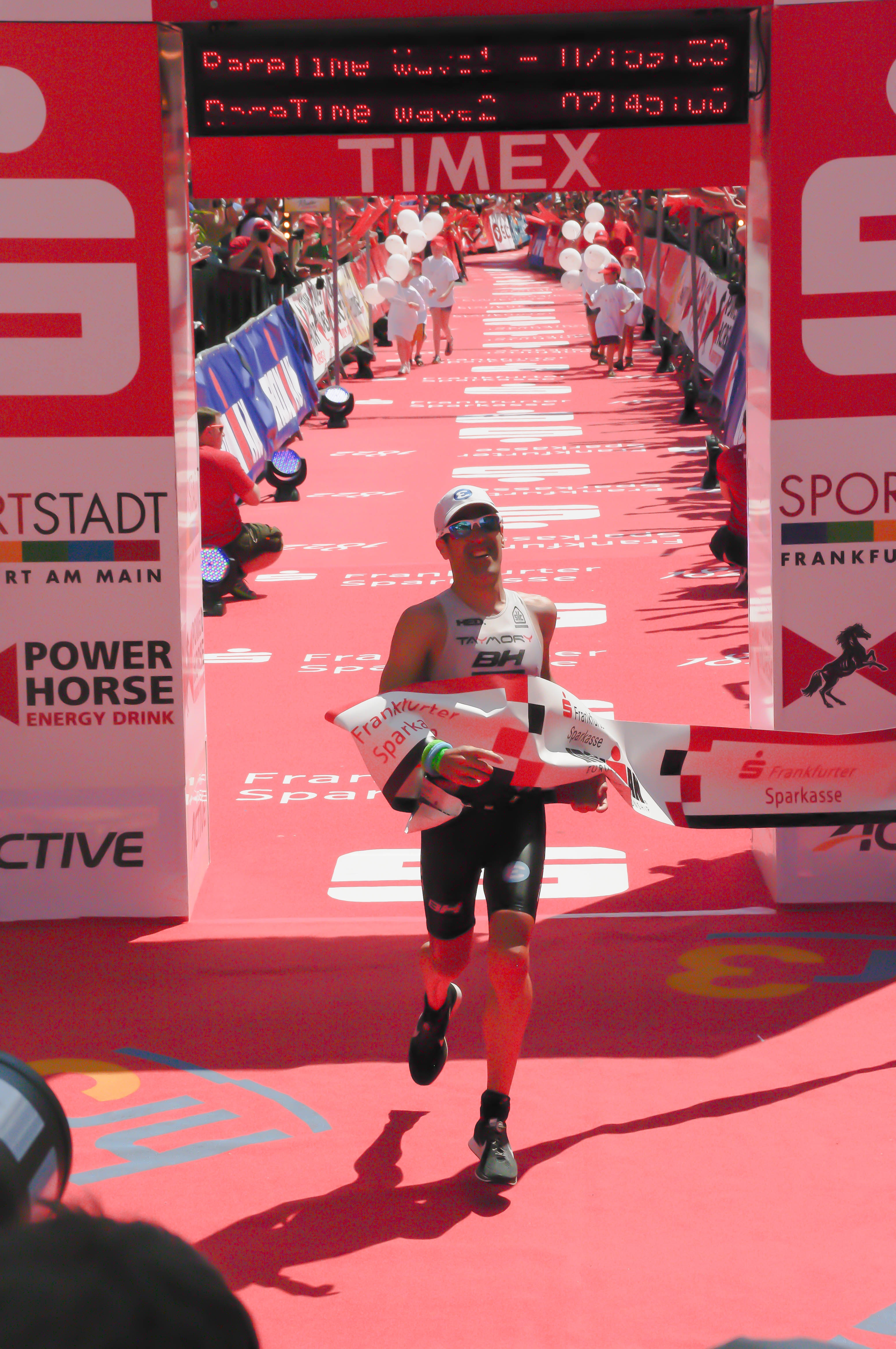
Eneko Llanos als Sieger beim Ironman Germany 2013

| Datum/Jahr    | Rang | Wettbewerb                                          | Austragungsort   | Zeit        | Bemerkung                                                                                              |
| ------------- | ---- | --------------------------------------------------- | ---------------- | ----------- | --- |
| 17. Apr. 2016 | 1    | Triatlón de Elche                                   | Elche            | 03:49       | Sieg auf der Mitteldistanz                                                                             |
| 2. Apr. 2016  | 5    | Ironman 70.3 California                             | Oceanside        | 03:56:18    | |
| 20. Sep. 2015 | 1    | Ironman 70.3 Lanzarote                              | Lanzarote        |             | |
| 27. Feb. 2015 | 6    | Challenge Dubai                                     | Dubai            | 03:47:20    | beim ersten Rennen der „Challenge Triple-Crown-Serie“                                                  |
| 6. Dez. 2014  | 5    | Challenge Bahrain                                   | Bahrain          | 03:42:04    | bei der Erstaustragung                                                                                 |
| 25. Mai 2014  | 1    | Ironman 70.3 Austria                                | St. Pölten       | 03:51:51    | |
| 10. Mai 2014  | 4    | Ironman 70.3 Mallorca                               | Alcúdia          |             | |
| 26. Mai 2013  | 3    | Ironman 70.3 Austria                                | St. Pölten       | 03:26:44    | Das Rennen musste witterungsbedingt ohne die Schwimmdistanz ausgetragen werden.                        |
| 11. Mai 2013  | 1    | Ironman 70.3 Mallorca                               | Alcúdia          | 03:52:36    | |
| 19. Sep. 2011 | 1    | Ican Triathlon Mallorca                             | Peguera          | 03:54:20    | Mitteldistanz                                                                                          |
| 11. Juni 2011 | 2    | TriGrandPrix                                        | Zarautz          | 03:41:18    | Mitteldistanz über 2,5 km Schwimmen, 76 km Radfahren und 20 km Laufen                                  |
| 18. Sep. 2010 | 1    | Ican Triathlon Mallorca                             | Peguera          | 03:59:06    | |
| 2. Mai 2010   | 3    | Wildflower Triathlon                                | Lake San Antonio | 04:03:34    | |
| 2. Mai 2009   | 2    | Wildflower Triathlon                                | Lake San Antonio | 04:00:52    | Zweiter Rang am Lake San Antonio in Kalifornien (1,9 km Schwimmen, 90 km Radfahren und 21,1 km Laufen) |
| 2008          | 2    | Wildflower Triathlon                                | Lake San Antonio |             | |
| 2016          | 1    | Triatlón de Elche                                   | Elche            |             | 1,9 km Schwimmen, 88 km Radfahren und 21 km Laufen                                                     |
| 26. Aug. 2004 | 23   | Olympische Sommerspiele 2004                        | Athen            | 01:50:48.35 | |
| 2004          | 2    | ETU Short Distance Triathlon European Championships | Valencia         |             | |
| 2002          | 11   | ETU Short Distance Triathlon European Championships | Győr             |             | |
| 2000          | 20   | Olympische Sommerspiele 2000                        | Sydney           | 01:54:52,37 | |
| 3. Juli 1999  | 11   | ETU Short Distance Triathlon European Championships | Funchal          | 01:49:55    | |
| 5. Juli 1997  | 9    | ETU Short Distance Triathlon European Championships | Vuokatti         | 02:01:28    | |
| 12. Nov. 1995 | 29   | ITU Triathlon World Championship Junior Men         | Cancún           | 02:02:23    | Junioren-Weltmeisterschaft                                                                             |

| Datum/Jahr    | Rang | Wettbewerb                                         | Austragungsort    | Zeit     | Bemerkung                                                                                             |
| ------------- | ---- | -------------------------------------------------- | ----------------- | -------- | --- |
| 7. Mai 2023   | 21   | ITU Long Distance Triathlon World Championships    | Ibiza             | 05:34:26 | ITU-Weltmeisterschaft der Triathlon Langdistanz                                                       |
| 14. Juli 2019 | 1    | Ironman Vitoria-Gasteiz                            | Vitoria-Gasteiz   | 07:55:16 | Sieger der Erstaustragung                                                                             |
| 7. Apr. 2019  | 4    | Ironman South Africa                               | Port Elizabeth    | 07:44:59 | verkürzte Schwimmdistanz                                                                              |
| 18. Nov. 2018 | 1    | Ironman Arizona                                    | Tempe             | 08:04:24 | |
| 15. Apr. 2018 | 10   | Ironman South Africa                               | Port Elizabeth    | 08:31:55 | |
| 23. Juli 2017 | 4    | Ironman France                                     | Nizza             | 08:40:54 | |
| 2. Juli 2017  | 2    | Ironman Austria                                    | Klagenfurt        | 08:12:43 | |
| 3. Juli 2016  | 3    | Ironman Germany                                    | Frankfurt am Main | 08:09:08 | Ironman European Championships                                                                        |
| 14. Mai 2016  | 13   | Ironman Texas                                      | The Woodlands     | 07:42:41 | Austragung des Rennens auf verkürztem Radkurs (94 statt 112 Meilen)                                   |
| 29. März 2015 | 5    | Ironman South Africa                               | Port Elizabeth    | 08:37:50 | |
| 9. Nov. 2014  | 2    | Ironman Fortaleza                                  | Fortaleza         | 08:32:02 | |
| 20. Juli 2014 | 3    | Challenge Roth                                     | Roth              | 08:09:29 | |
| 12. Okt. 2013 | 11   | Ironman Hawaii                                     | Hawaii            | 08:32:04 | |
| 7. Juli 2013  | 1    | Ironman Germany                                    | Frankfurt         | 07:59:58 | Europameister                                                                                         |
| 24. März 2013 | 1    | Ironman Melbourne                                  | Melbourne         | 07:36:08 | Die Schwimmdistanz musste aufgrund der Witterungsverhältnisse auf verkürztem Kurs ausgetragen werden. |
| 2. März 2013  | 2    | Abu Dhabi International Triathlon                  | Abu Dhabi         | 06:45:02 | [ 4 ]                                                                                                 |
| 29. Juli 2012 | 2    | ITU Long Distance Triathlon World Championships    | Vitoria-Gasteiz   | 05:31:39 | Vize-Weltmeister auf der Triathlon-Langdistanz                                                        |
| 25. März 2012 | 4    | Ironman Melbourne                                  | Melbourne         | 08:02:23 | Vierter bei der Erstaustragung                                                                        |
| 3. März 2012  | 3    | Abu Dhabi International Triathlon                  | Abu Dhabi         | 06:22:42 | |
| 20. Nov. 2011 | 1    | Ironman Arizona                                    | Tempe             | 07:59:38 | Sieg mit neuer persönlicher Bestzeit                                                                  |
| 21. Mai 2011  | 1    | Ironman Texas                                      | The Woodlands     | 08:08:20 | |
| 26. Juni 2010 | 1    | ETU Long Distance Triathlon European Championships | Vitoria-Gasteiz   | 05:35:34 | Sieg und Europameister auf der Langdistanz (4 km Schwimmen, 120 km Radfahren und 30 km Laufen)        |
| 22. Mai 2010  | 1    | Ironman Lanzarote                                  | Puerto del Carmen | 08:37:42 | |
| 13. März 2010 | 1    | Abu Dhabi International Triathlon                  | Abu Dhabi         | 06:34:37 | 3 km Schwimmen, 200 km Radfahren und 20 km Laufen                                                     |
| 10. Okt. 2009 | 14   | Ironman Hawaii                                     | Hawaii            | 08:37:55 | |
| 5. Juli 2009  | 2    | Ironman Germany                                    | Frankfurt         | 08:00:22 | |
| 11. Okt. 2008 | 2    | Ironman Hawaii                                     | Hawaii            | 08:20:50 | Vize-Weltmeister über die Langdistanz                                                                 |
| 6. Juli 2008  | 2    | Ironman Germany                                    | Frankfurt         |          | |
| 13. Okt. 2007 | 7    | Ironman Hawaii                                     | Hawaii            | 08:26:00 | |
| 19. Mai 2007  | 1    | Ironman Lanzarote                                  | Puerto del Carmen | 08:49:38 | |
| 2007          | 2    | Challenge Roth                                     | Roth              | 08:06:06 | |
| 21. Okt. 2006 | 5    | Ironman Hawaii                                     | Hawaii            | 08:22:28 | |
| 16. Juli 2006 | 3    | Ironman Austria                                    | Klagenfurt        | 08:15:11 | |
| 27. Nov. 2005 | 2    | Ironman Western Australia                          | Australien        | 08:31:41 | |
| 11. Mai 2003  | 1    | ITU Long Distance Triathlon World Championships    | Ibiza             | 05:37:15 | |

| Datum/Jahr    | Rang | Wettbewerb                                | Austragungsort | Zeit     | Bemerkung                                                                                         |
| ------------- | ---- | ----------------------------------------- | -------------- | -------- | ------------------------------------------------------------------------------------------------- |
| 31. Okt. 2021 | 7    | ITU Cross Triathlon World Championships   | Extremadura    | 01:26:06 | ITU-Weltmeisterschaft Cross-Triathlon                                                             |
| 23. Okt. 2011 | 3    | Xterra Triathlon World Championships      | Maui           | 02:28:26 | Weltmeisterschaft im Cross-Triathlon                                                              |
| 30. Apr. 2011 | 6    | ITU Cross Triathlon World Championships   | Extremadura    | 01:31:28 | 1 km Schwimmen, 20 km Mountainbiken und 6 km Geländelauf                                          |
| 25. Okt. 2009 | 1    | Xterra Triathlon World Championships      | Maui           | 02:37:22 |                                                                                                   |
| 28. Apr. 2007 | 1    | ETU Cross Triathlon European Championship | Ibiza          | 01:23:03 | Europameister – mit nur einer Sekunde Vorsprung auf seinen Bruder Hektor                          |
| 23. Okt. 2005 | 2    | Xterra Triathlon World Championships      | Maui           | 02:41:41 |                                                                                                   |
| 24. Okt. 2004 | 1    | Xterra Triathlon World Championships      | Maui           | 02:28:44 |                                                                                                   |
| 26. Okt. 2003 | 1    | Xterra Triathlon World Championships      | Maui           | 02:32:56 | Weltmeisterschaft im Cross-Triathlon (1,5 km Schwimmen, 32 km Mountainbike und 12 km Geländelauf) |
| 27. Okt. 2002 | 2    | Xterra Triathlon World Championships      | Maui           | 02:23:57 |                                                                                                   |